# Blaison-Saint-Sulpice
Blaison-Saint-Sulpice község Franciaország Loire mente régiójában, Maine-et-Loire megyében. Új községként 2016. január 1-jén jött létre Blaison-Gohier és Saint-Sulpice község egyesítésével. A korábbi községek egyesülésekor az új község lélekszáma 1288 fő lett. Lakosainak száma 1317 fő (2022. január 1.).

## Népesség
| Lakosok száma | 1250 | 1271 | 1293 | 1302 | 1302 | 1317 |
|               | 2017 | 2018 | 2019 | 2020 | 2021 | 2022 |